# Cycloschizon macarangae
Cycloschizon macarangae är en svampart som först beskrevs av Clifford George Hansford, och fick sitt nu gällande namn av Arx 1962. Cycloschizon macarangae ingår i släktet Cycloschizon och familjen Parmulariaceae.   Inga underarter finns listade i Catalogue of Life.